# Nova roja luminosa

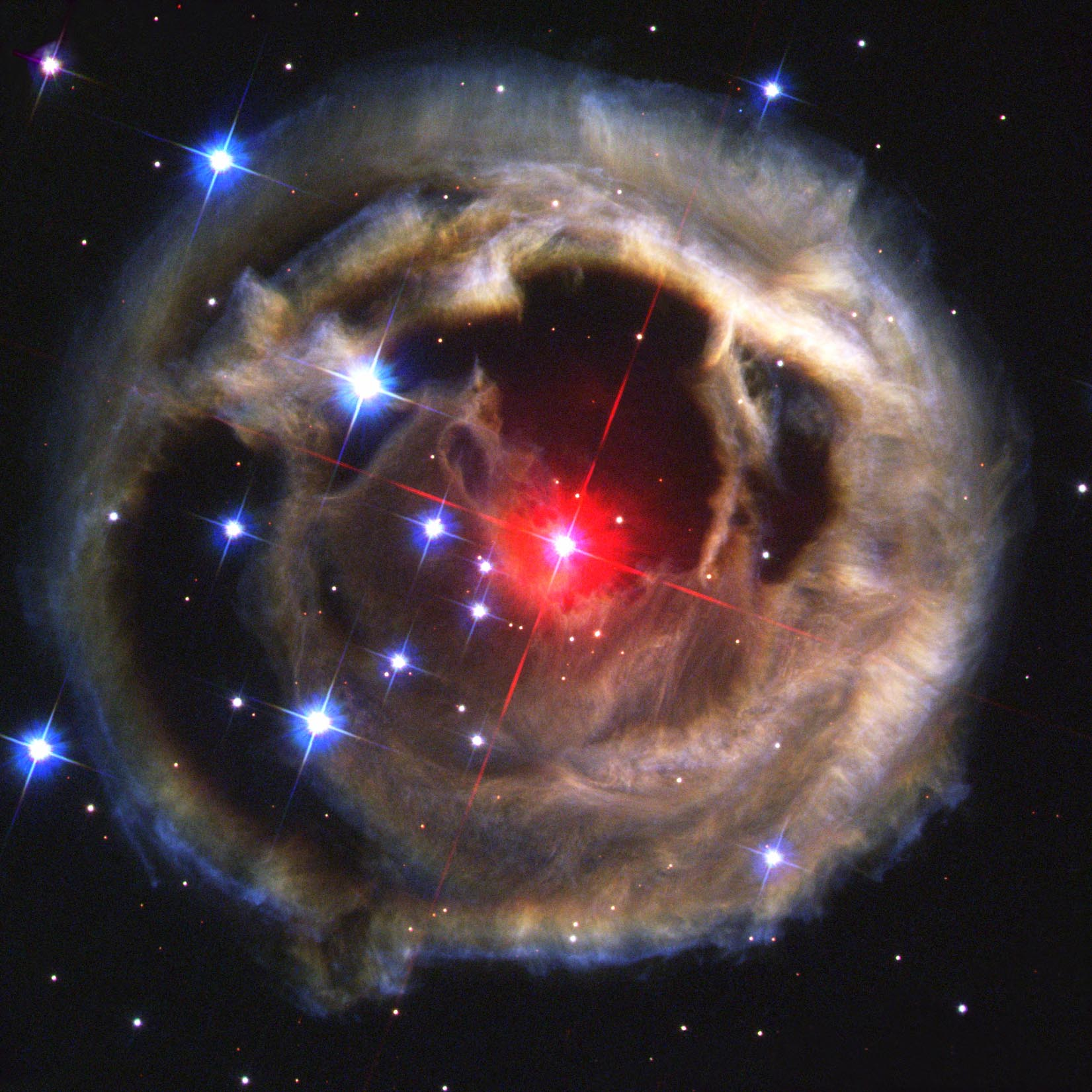
Es posible que V838 Monocerotis sea una nova roja luminosa.

Una nova roja luminosa es una explosión estelar que se cree es causada por la conjunción de dos estrellas. Se caracterizan por su color rojo, y una curva de luz que perdura con brillo resurgente en el infrarrojo. No se debe confundir a las novas rojas luminosas con las novas comunes, que son explosiones que ocurren en la superficie de las estrellas enanas blancas.

## Descubrimiento
Entre 1988 y el 2017 ha sido posible observar una pequeña cantidad de objetos celestes que exhiben las características de las novas rojas luminosas. La estrella roja M31 RV en la galaxia de Andrómeda se encendió en forma brillante durante 1988 y puede ser que haya sido una nova roja luminosa. En 1994, V4332 Sgr, una estrella en la galaxia de la Vía Láctea, se encendió de manera similar, y en el 2002, V838 Mon tuvo un comportamiento parecido y fue estudiada con bastante detenimiento.
La primera nova roja confirmada fue el objeto M85 OT2006-1, en la galaxia Messier 85. Fue descubierta durante la búsqueda de supernovas del observatorio Lick, y posteriormente fue investigada por un grupo de astrónomos de la U.C. Berkeley y Caltech. El equipo liderado por Shrinivas Kulkarni confirmó sus diferencias con respecto a las explosiones conocidas tales como novas y pulsos térmicos, y anunció que la Nova Roja Luminosa es una nueva clase de explosión estelar en un comunicado de prensa del 2007 y un trabajo publicado en la revista Nature.
V1309 Scorpii es una nova roja luminosa que se produjo luego de la fusión de una binaria de contacto en 2008.
En enero del 2015, una nova roja luminosa fue observada en la galaxia de Andrómeda.
El 10 de febrero del 2015, se observó una nova roja luminosa en la galaxia Pinwheel desde el Planetario y Observatorio Astronómico del Museo Vasile Parvan en Barlad, Rumania.

## Características
El grado de luminosidad de la explosión que ocurre en una nova roja luminosa se encuentra entre la luminosidad de una supernova (la cual es más brillante) y una nova (más tenue). La luz visible se observa por semanas o meses, y claramente es roja, con el transcurrir del tiempo se torna más tenue y más roja. En la medida que la luz visible se atenúa, la luz infrarroja aumenta y perdura durante un periodo más largo de tiempo, por lo general con un par de ciclos alternados en los que se atenúa y se pone más brillante respectivamente.
Los estudios en el rango infrarrojo de M85 OT2006-1 han permitido determinar que la temperatura de la estrella es un poco menos que 1000 K, un valor de temperatura relativamente bajo. No es claro si esta característica es común a todas las novas rojas luminosas.

## Otras opiniones
Algunos astrónomos consideran que es prematuro declarar una nueva clase de explosión estelar sobre la base de un número de observaciones tan limitado.
Por ejemplo, Pastorello et al. 2007 indicaron que el evento podría deberse a una supernova tipo II-p y Todd et al. 2008 hicieron notar que las supernovas en un proceso avanzado de extinción son rojas y poseen una luminosidad baja.

## Predicción
Se ha predicho que a comienzos del año 2022 (2022.2 ± 0.6) las estrellas binarias de contacto del sistema KIC 9832227 se van a fusionar y el proceso dará lugar a una nova roja.